# Pico Duarte
Der Pico Duarte ist mit 3101 Metern der höchste Berg in der Karibik. Er liegt in der Dominikanischen Republik im Gebirge Cordillera Central im Naturpark Parque Nacional José Armando Bermúdez.
Die Erstbesteigung fand, soweit man weiß, 1851 durch den britischen Konsul Sir Robert H. Schomburgk statt. Er nannte den Berg „Monte Tina“. Der schwedische Botaniker Erik Leonard Ekman nannte den Doppelgipfel 1913 „Pelona Grande and Pelona Chica“.
Während der Trujillo-Diktatur musste auch dieser Berg genauso wie die dominikanische Hauptstadt Santo Domingo dem Größenwahn des Diktators Tribut zollen: Der Berg bekam den Namen Pico Trujillo. Erst nach dem Tod des Diktators wurde der Berg in Pico Duarte umbenannt.
Auf dem Gipfel steht eine Büste des Padre de Patria („Vater des Vaterlandes“) Juan Pablo Duarte, nach dem der Berg benannt wurde.
Der nächste größere Ort und der ideale Ausgangspunkt für Exkursionen zum Pico Duarte ist Jarabacoa. Besteigungen des Pico Duarte sind nur mit Genehmigung der Verwaltung des Nationalparks und mit einem offiziellen Führer erlaubt – es gibt jedoch viele und zum Teil stark touristisch orientierte Führungen. Der Eingang des Nationalparks mit dem Aufstieg zum Pico Duarte befindet sich in La Cienaga, etwa 30 km von Jarabacoa entfernt.

## Debatte um die Höhe des Pico Duarte
Die genaue Höhe des Berges war lange Zeit unklar. Bis Mitte der 1990er Jahre galt der Berg gemäß Sir Robert H. Schomburgk als 3175 Meter hoch. 2003 jedoch wurde von einem Geographen 3098 Meter anhand der GPS-Technologie gemessen. Eine erneute Messung ergab 2021 eine Höhe von 3101 Metern.
Im Januar 2005 maß eine Gruppe von Wanderern mit ihren GPS-Geräten eine Höhe von 3087 Metern, aber trotz der obigen Messung zeigen SRTM-Daten, dass die professionelle Messung wahrscheinlich genauer ist. Somit ist der Pico Duarte nur vier Meter höher als seine Nachbarspitze, La Pelona.

## Galerie

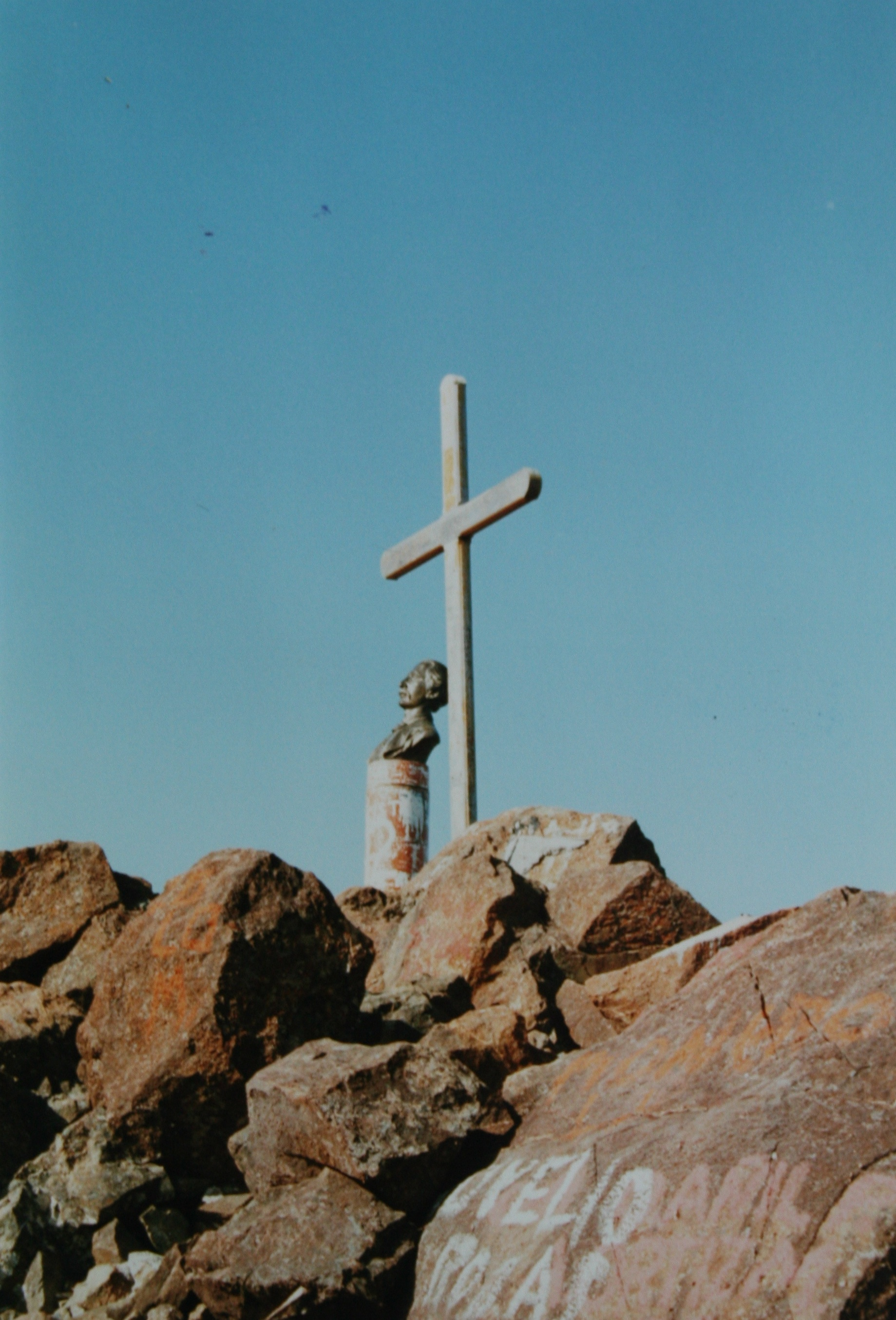
Gipfelkreuz mit Büste
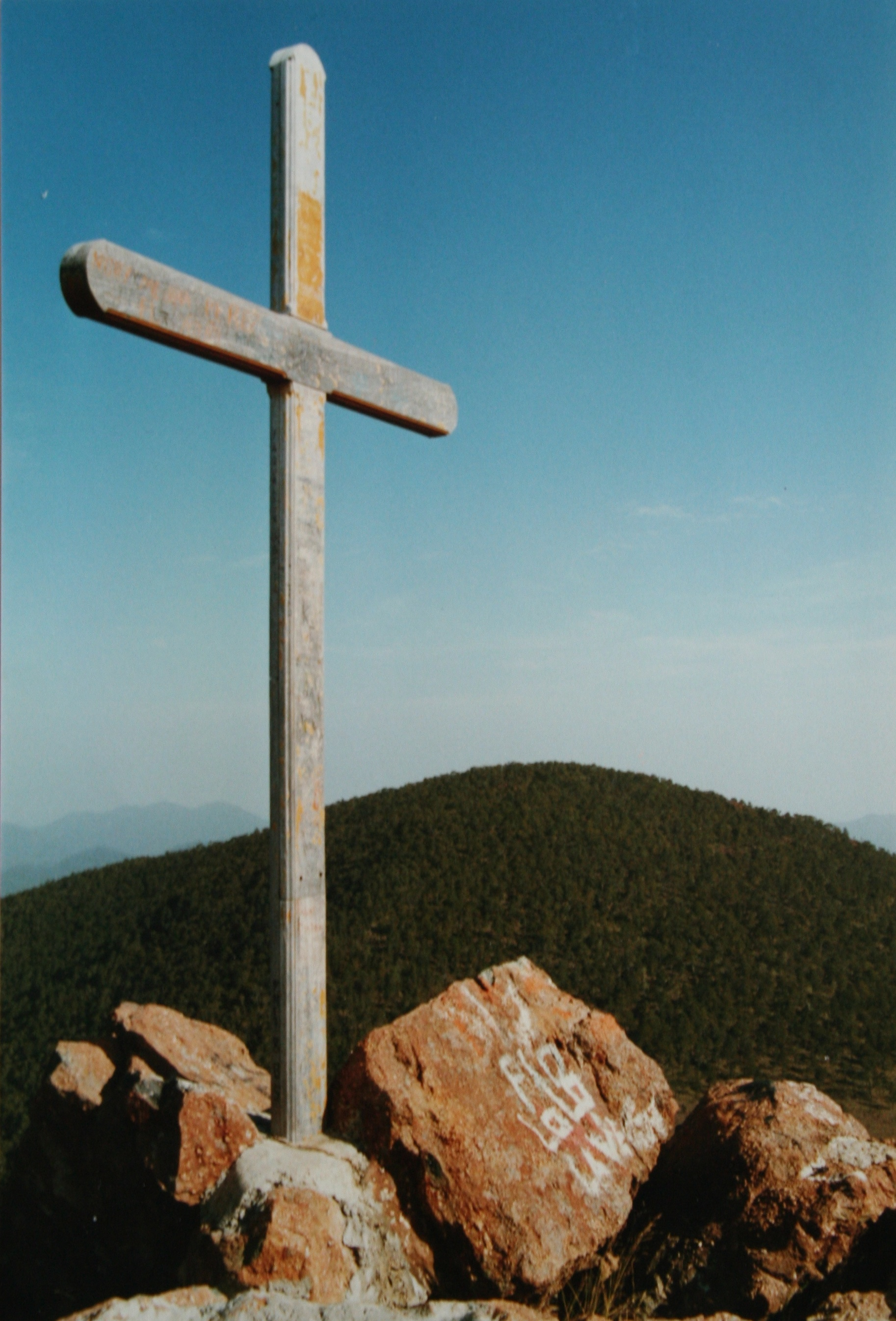
Gipfelkreuz